# Комишниця
Комишниця (Blysmus) — рід осокових родини Cyperaceae, поширених у помірних регіонах Північної півкулі.

## Види
Нижче наведено такі прийняті види:
- Blysmus compressus (L.) Panz. ex Link
- Blysmus mongolicola Kitag.
- Blysmus rufus (Huds.) Link
- Blysmus sinocompressus Tang & F.T.Wang

## Опис
Це багаторічні рослини з облистненими стеблами, а суцвіття складається з сидячих колосків, розташованих у два ряди. Квітка має 3 тичинки і 2 рильця.